# Tripteria crinicauda
Tripteria crinicauda är en stekelart som beskrevs av Günther Enderlein 1912. Tripteria crinicauda ingår i släktet Tripteria och familjen bracksteklar. Inga underarter finns listade i Catalogue of Life.